# Ram Air Intake System
Een Ram Air Intake System (RAIS) is een luchtinlaatsysteem van Kawasaki motorfietsen, maar vergelijkbare systemen zijn door diverse merken toegepast. 
Bij RAIS wordt lucht (rijwind) via stuwdrukinlaten in de kuip onder druk naar het luchtfilterhuis (airbox) gevoerd. Dit veroorzaakt een kleine vermogensstijging (4 à 5 pk) bij hogere snelheden. Het resultaat is op een rollenbank niet te meten doordat er dan geen sprake is van rijwind.
Kawasaki is de naam officieel gaan gebruiken en bracht later het Twin Ram Air System (TRAS) uit. Het oorspronkelijke systeem RAIS werd na de invoering van TRAS ook wel aangeduid als SRAS (Single Ram Air System).
Het RAIS had als nadeel dat het door forse zijwind nog weleens ontregeld kon worden. Het TRAS is dubbel uitgevoerd en bevat bovendien kleine pijpjes die de drukverschillen in carburateurs en vlotterkamers constant houden. De vermogenstoename werd geschat op 5-7% (ZZ-R 1100, 1993). 